# (6092) Johnmason
(6092) Johnmason es un asteroide perteneciente al cinturón de asteroides, región del sistema solar que se encuentra entre las órbitas de Marte y Júpiter, descubierto el 27 de junio de 1990 por Eleanor F. Helin desde el Observatorio del Monte Palomar, Estados Unidos.

## Designación y nombre
Designado provisionalmente como 1990 MN. Fue nombrado Johnmason en homenaje a John W. Mason, ha contribuido a la investigación sobre cometas y meteoritos y a la popularización de la astronomía. Fue presidente de la Asociación Astronómica Británica en el periodo 1993-1995.

## Características orbitales
Johnmason está situado a una distancia media del Sol de 2,368 ua, pudiendo alejarse hasta 2,964 ua y acercarse hasta 1,772 ua. Su excentricidad es 0,251 y la inclinación orbital 9,508 grados. Emplea 1331,62 días en completar una órbita alrededor del Sol.

## Características físicas
La magnitud absoluta de Johnmason es 13,6. Tiene 5,377 km de diámetro y su albedo se estima en 0,243. 